# St.-Anna-Kapelle (Steinhausen an der Rottum)

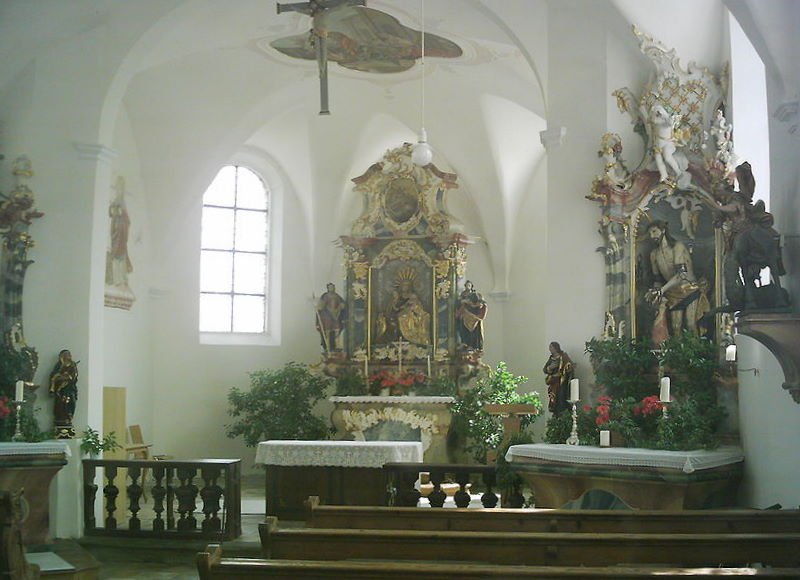
St.-Anna-Kapelle

Die St.-Anna-Kapelle ist eine unter Abt Johannes Ernst 1592 errichtete Kapelle. Sie befindet sich an der Kreisstraße 7574, auf einer Anhöhe zwischen Oberstetten und Steinhausen an der Rottum, an der Abzweigung zum Sankt-Anna-Hof im Landkreis Biberach in Oberschwaben.

## Geschichte und Baubeschreibung
Abt Johannes Ernst (1585–1593) ließ sich 1594 in der Kapelle am Fuße des Altares begraben. 1750 wurde westseitig ein Bauernhaus an die Kapelle angebaut. Das erinnert daran, dass die Stelle ursprünglich eine Einsiedelei war, in der ein Eremit bis zur Aufhebung des Klosters 1803 gewohnt hat.
Die Gemeinde Steinhausen an der Rottum ist über einen Kreuzweg, bestehend aus vierzehn Bildstöcken, mit der St.-Anna-Kapelle verbunden. Am südlichen Ortsausgang von Ochsenhausen ist die auf einer Anhöhe gelegene Kapelle mit Pfarrhaus und kleiner Landwirtschaft schon von weitem sichtbar. Die Kapelle ist ein kleiner 17,50 Meter langer und 7,30 Meter breiter Saalbau mit einem spätgotischen Dreiachtelschluss. Das so entstandene Kirchenschiff hat ein Tonnengewölbe mit Stichkappen und auf jeder Seite vier Rundbogenfenster. Der stichkappengewölbte Chorraum wird durch zwei spitzbogige und ein rundes Oberlicht auf der Ostseite erhellt.
Reichsprälat Benedikt Denzel (1737–1767) ließ die Kapelle 1753 barockisieren. In den Jahren 1860, 1913, 1960 und 1991 wurden an der Kapelle größere Restaurierungen durchgeführt.

## Ausstattung
Im Inneren auf der Nordseite steht die wohl um 1470 geschaffene Steinhauser Madonna. Sie wird einem unbekannten Ulmer Künstler der Multscher-Schule zugeschrieben und befand sich ursprünglich in der Abteikirche St. Georg. Ein strampelndes Jesuskind hält den Schleier der Mutter und in seiner rechten Hand eine Miniatur der Schmerzensmutter von Maria Steinbach. Unbekannter Herkunft sind drei Rokokoaltäre. Das spätbarocke Deckengemälde eines unbekannten Meisters zeigt Mariä Tempelgang.
Bei der Restaurierung 1991 wurden spätgotische Außenquader gefunden. Im Inneren wurden gotische Wandmalereien, datiert auf 1515 bis 1520, freigelegt: Apostelkreuze, die Pestpatrone Rochus, Sebastian, Maria Magdalena und der heilige Georg, ein kniender Mönch vor dem gekreuzigten Christus mit lateinischer Inschrift sowie die vier Evangelisten.
Die Glocke auf dem Dachreiter stammt vom Biberacher Glockengießer Daniel Schmelz. Auf ihr abgebildet ist eine Kreuzigungsgruppe mit Ernteszene und eine Madonna mit Kind. Das Jesuskind zerschlägt mit seinem Kreuzstab die Satanschlange. SIT NOMEN DOMINI BENEDICTUM – der Name des Herrn sei gepriesen – lautet die Majuskelinschrift.